# Villa Esperanza (Buenos Aires)
Villa Esperanza es una localidad del norte de la provincia de Buenos Aires, Argentina, perteneciente al partido de San Nicolás.
Villa Esperanza surgió en 1950 cuando se construyó el gasoducto del Norte y obreros estadounidenses armaron un campamento a unos 700 metros de la ruta nacional N.º 188. Terminada la obra, solo quedaron unos 20 habitantes.
En 1978, el gobierno de facto decide trasladar los habitantes de la conocida "Villa Pulmón" de la ciudad de San Nicolás, un predio que hoy ocupa el Santuario de la Virgen del Rosario, a este ex Campamento abandonado, que se encuentra en el Kilómetro N°12.
La localidad se encuentra a 6 km al sur de General Rojo, pueblo con el cual está vinculado social y económicamente.

## Población
Cuenta con 386 habitantes (Indec, 2010), lo que representa un incremento del 8,1% frente a los 357 habitantes (Indec, 2001) del censo anterior.
| Gráfica de evolución demográfica de Villa Esperanza entre 1991 y 2010 |
|                                                                       |
| Fuente: Censos nacionales del INDEC                                   |

El pueblo está conformado por un común de personas de origen español y gente que ha venido de provincias del interior y de Chaco.

## Espacios
El territorio completo sufre una leve inclinación hacia el final del poblado, donde se encuentran las zonas enfrentadas al campo.
En el centro del pueblo se encuentra la plaza central, un espacio conformado por dos campos de fútbol y un área de juegos de la cual sobresale el tanque de distribución de agua potable.

## Economía
Desde 1978 hasta la fecha, el pueblo de Villa Esperanza ha mejorado mucho económicamente, teniendo como bases la mejora en puestos de trabajo y estudios de muchos pueblerinos. En el pueblo hay aproximadamente más de siete tiendas, una sala de primeros auxilios, un comedor escolar, tres iglesias de religiones diferentes, estas son la capilla de Itatí, la iglesia cristiana evangélica y la asamblea de Dios, que se encuentra frente al campo del Sur.
En promedio, el pueblo se encuentra bien económicamente, está conformado por un común denominador de clase media. En el pueblo habitan personas que trabajan en la UATRE, en la municipalidad, que cursan terciarios y universitarios.

## Clima
Por lo general el clima suele mantenerse en la zona templada, teniendo una temperatura media anual 15°3. Presenta un nivel sobre el promedio de humedad. Las lluvias son frecuentes en los primeros dos meses del año y durante el invierno. Cada tanto, y debido a la propensión de un acuífero cercano a desbordarse en temporadas de lluvias torrenciales, el pueblo sufre de inundaciones leves.
- Datos: Q6162147